# Thomas S. Tait
Thomas Smith Tait (18 de junio de 1882 - 18 de julio de 1954) fue un arquitecto modernista británico, nacido en Escocia. Diseñó edificios en distintos países en estilos art déco y streamline moderne, en particular la St. Andrew's House (la sede de Gobierno de Escocia) en Calton Hill, Edimburgo, y los pilonos del puente de la bahía de Sídney.

## Semblanza

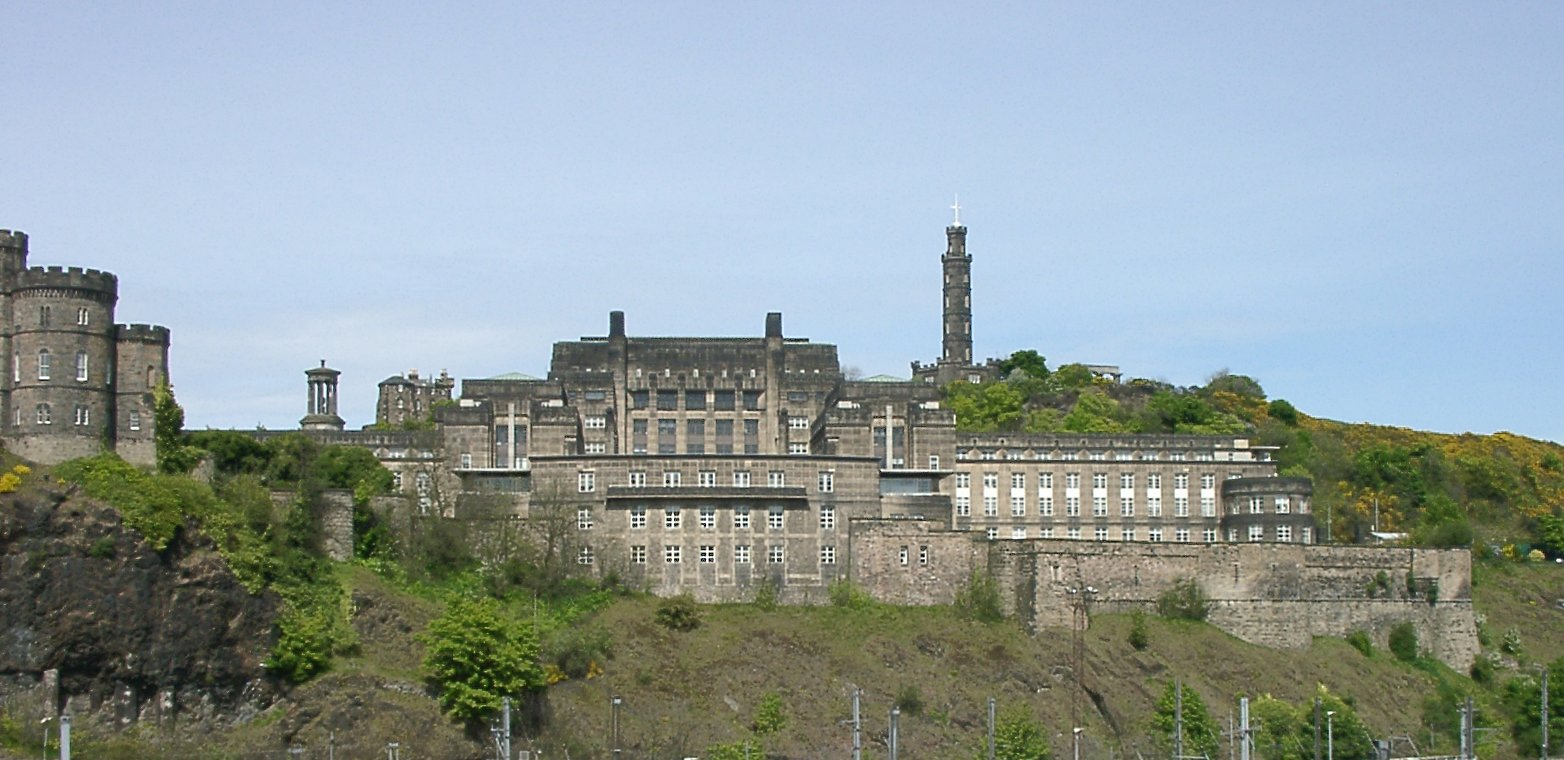
Fachada sur de St Andrew's House, en Calton Hill (Edimburgo)

Tait nació en 1882 en Paisley. Era hijo de un maestro de cantería, y se educó en la John Neilson Institution. Tras iniciar su aprendizaje como arquitecto con James Donald en Paisley, se matriculó en la escuela de arte de Glasgow, donde estudió con el maestro del estilo Beaux Arts, Eugene Bourdon. Viajó extensamente por Europa entre 1904 y 1905, antes de establecerse en Londres, donde se unió al prestigioso estudio de arquitectura de Sir John James Burnet.
En 1910 se casó con Constance Hardy, la hija de un jefe de estación de Londres, y se establecieron en el número 26 de Holyoake Walk, en el barrio de Ealing (Londres). La pareja tuvo tres hijos; el mayor, Gordon, nacido en 1912, más tarde se convirtió en arquitecto y trabajó con su padre en los diseños de la Exhibición del Imperio, celebrada en Glasgow en 1938.
En junio de 1913 aprobó el examen de calificación y fue admitido en el Real Instituto de Arquitectos Británicos en septiembre de 1913, con el influyente respaldo de Burnet, de Theodore Fyfe y de Herbert Vaughan Lanchester como proponentes.
Su antigua vivienda de Gates House, Wyldes Close, barrio de Hampstead Garden (Londres NW11) ha sido marcada con una placa azul por English Heritage.

## John Burnet & Sons
En 1902, Tait fue contratado por el estudio de arquitectura John Burnet & Son y trabajó con el hijo del fundador, John James Burnet.
En 1905, Burnet fue designado para diseñar nuevas galerías en el Museo Británico de Londres, por lo que abrió una oficina en Londres (en el número 1 de Montague Place), llamándola simplemente John J. Burnet, y se llevó a Tait como su asistente personal.
En 1910, Tait era un miembro destacado del personal de Burnet y jugó un papel importante en el diseño del edificio Kodak en Londres, considerado uno de los primeros ejemplos de arquitectura moderna en el Reino Unido y que tuvo una gran influencia en el diseño de muchos edificios comerciales de su tiempo.
Después de su matrimonio en 1910, aceptó un trabajo adicional en una firma rival, Trehearne and Norman, interviniendo en el diseño de fachadas de varios edificios comerciales en Kingsway y Aldwych. Realizó este trabajo sin el conocimiento de Burnet, lo que provocó la ruptura entre ambos cuando Burnet se enteró del pluriempleo de su asistente en 1914. Tait dejó repentinamente Londres para ir a Nueva York, dejando a su esposa y a su hijo Gordon en casa, para trabajar como asistente con el arquitecto estadounidense Donn Barber.
Pero regresó pronto a Londres y aceptó un trabajo como dibujante jefe de Trehearne & Norman para proyectar otros edificios de Kingsway. Entre 1915 y 1918, Tait y Burnet se reconciliaron y colaboraron en varios proyectos, que culminaron con el regreso de Tait en 1918 como socio a la firma de Burnet, que  pasó a llamarse Sir John Burnet & Partners.
Debido a problemas de salud, el propio Burnet se volvió menos activo en la asociación y el papel de Tait aumentó. En 1925, Tait fue nombrado miembro del Royal Institute of British Architects (RIBA). La creciente reputación de Tait dio lugar a muchos encargos nuevos tanto en el Reino Unido como a nivel internacional, incluidos trabajos en Londres, Sudáfrica, Australia y Egipto. En 1927 y 1928, la compañía Crittall Windows Ltd (dedicada a la fabricación de carpintería metálica) lo contrató para construir en estilo art déco la colonia laboral llamada Silver End, situada en Essex.
En 1930, otro arquitecto escocés, Francis Lorne, se convirtió en socio de la firma y, bajo el nombre de Sir John Burnet, Tait and Lorne, la oficina se convirtió en una de las firmas de arquitectos más influyentes de Gran Bretaña.
Tait y Lorne comenzaron a seguir una dirección arquitectónica más modernista, y su trabajo en el Royal Masonic Hospital de Ravenscourt (1930-1933) ganó la Medalla de Oro del RIBA al mejor edificio de 1933. Si bien los encargos disminuyeron durante la crisis económica de principios de la década de 1930, utilizaron el tiempo disponible para publicar un libro muy influyente, titulado The Information Book of Sir John Burnet, Tait & Lorne (1933). En 1936, Sir Cecil M Weir, coordinador del Consejo Escocés de Desarrollo, lo nombró Arquitecto Jefe de la Exhibición del Imperio en Escocia de 1938. Tait seleccionó el emplazamiento de la feria en Bellahouston Park (Glasgow), concibió el plan maestro y diseñó la mayoría de sus 100 edificios con la ayuda de un grupo de arquitectos jóvenes elegido por él. La exhibición atrajo a 12,8 millones de visitantes.

## Años posteriores

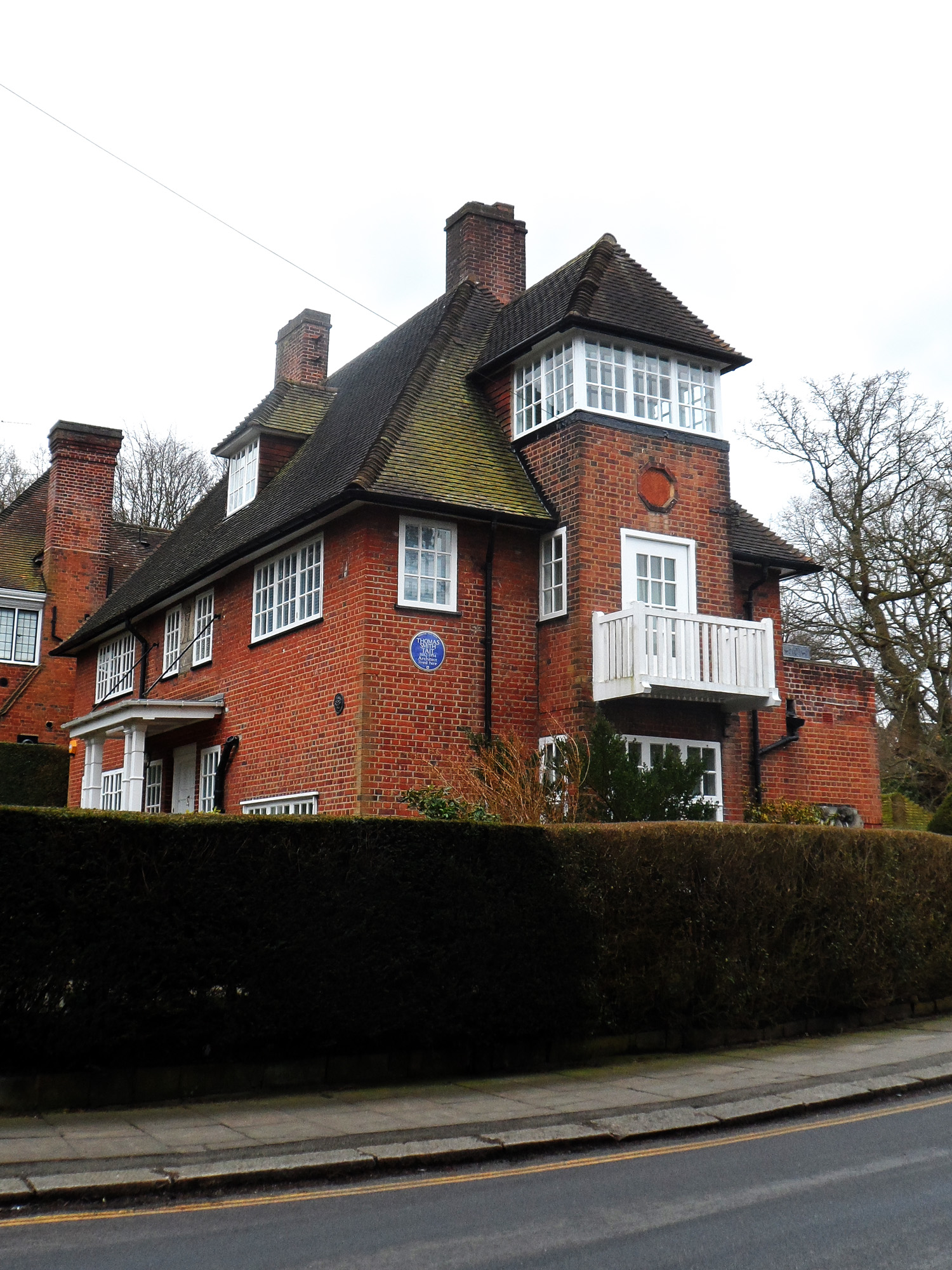
Gates House, residencia de Tait en Wyldes Close (barrio de Hampstead Garden, Londres)

El estallido de la Segunda Guerra Mundial acortó prematuramente la carrera de Tait. St Andrew's House, en Edimburgo (construida para la antigua Scottish Office, y desde 1999 la sede del gobierno escocés) se completó poco después del estallido de la guerra en 1939, dejando incompleta gran parte de la decoración interior propuesta. De 1940 a 1942 trabajó como Director de Normalización en el Ministerio de Trabajo. Se retiró de la sociedad en 1952 y la firma pasó a manos de su hijo mayor, Gordon. Thomas Tait continuó en calidad de consultor de la oficina hasta su muerte en 1954, a la edad de 72 años. Una placa azul instalada en 2006 por English Heritage conmemora a Tait en la Gates House de Wyldes Close, en el barrio londinense de Hampstead Garden. Tait hizo modificaciones a la casa para convertirla en su propia residencia en 1930.

## Obras destacadas

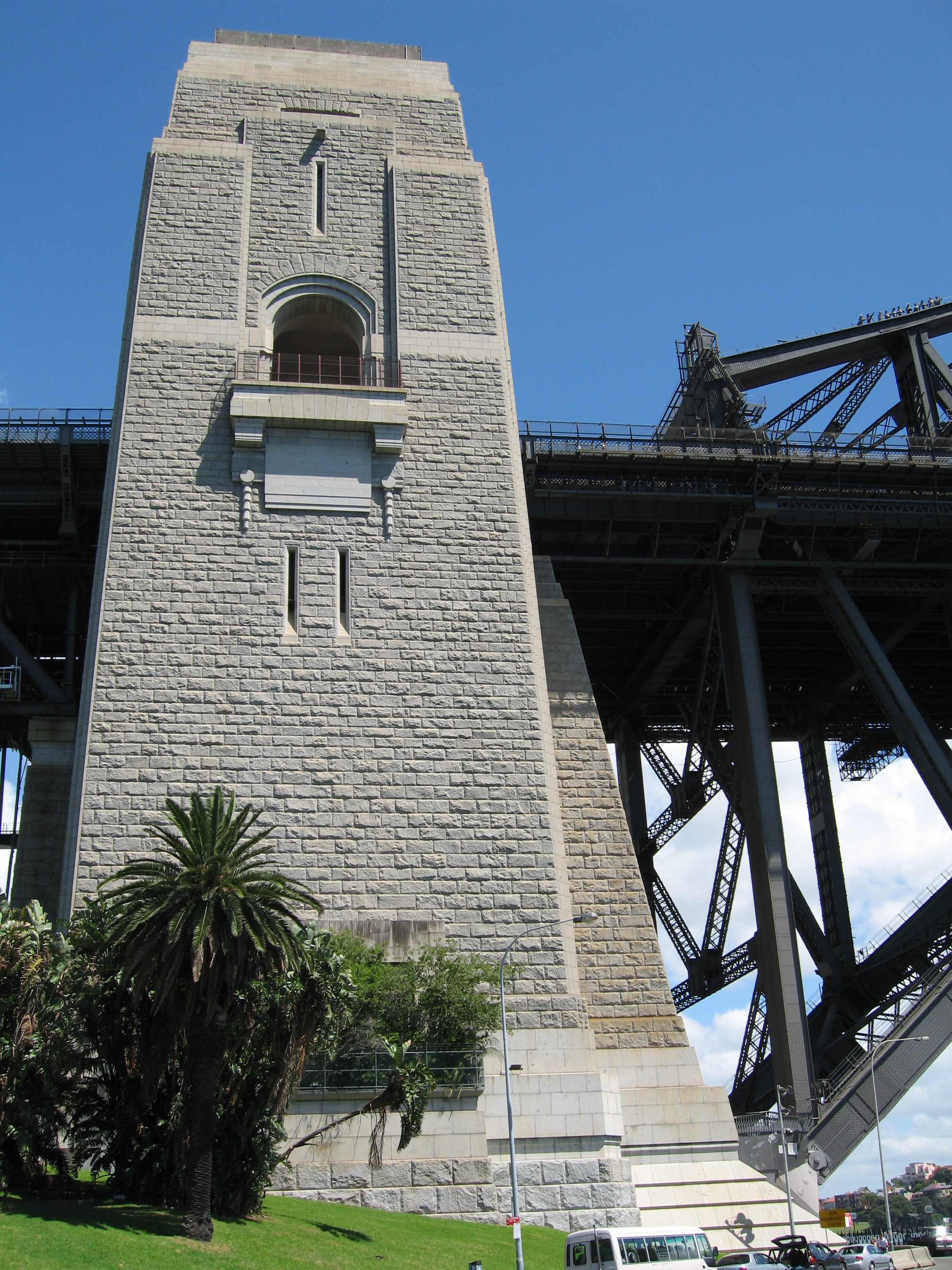
Pilono del puente de la bahía de Sídney

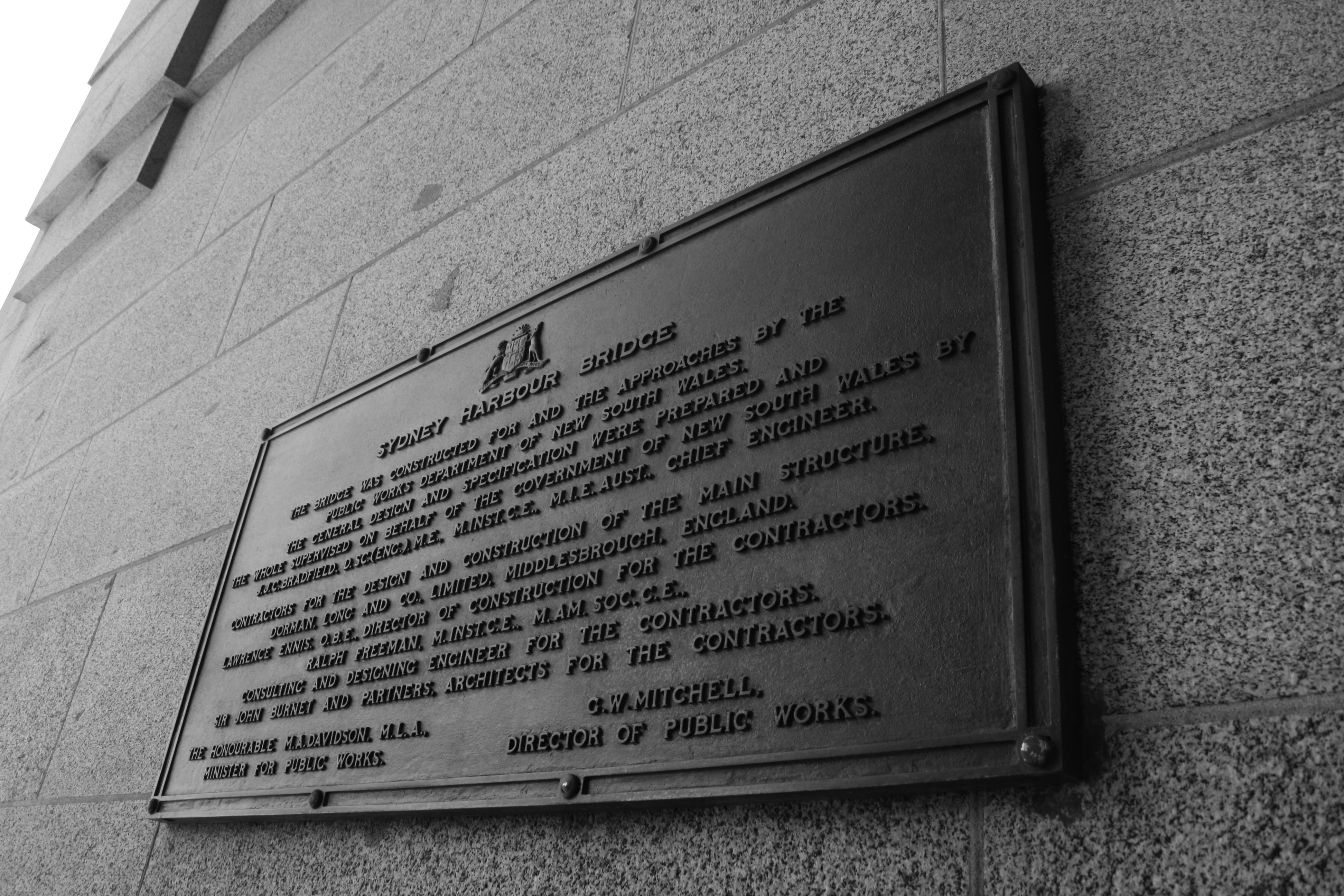
Una placa en el puente de la bahía de Sídney da testimonio de la participación de John Burnet & Partners, el empleador de Tait, en su construcción

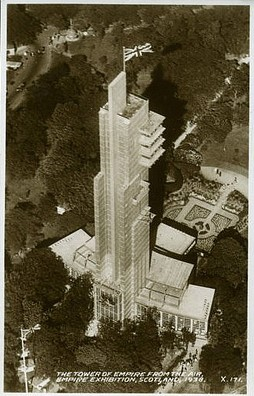
Torre del Festival. Exhibición del Imperio, en Bellahouston Park, Glasgow (postal de 1938)

Las obras arquitectónicas de Tait se ejecutaron principalmente como empleado de John Burnet & Son o como socio de Sir John Burnet & Partners, firma posteriormente conocida como Burnet, Tait y Lorne.

### Edificios públicos
A Tait se le atribuye el diseño de varios edificios notables en Londres e internacionalmente, entre ellos: Adelaide House (1920-5) junto al río Támesis en Londres; el Daily Telegraph Building en Fleet Street (1927–28), Londres; remodelación del edificio Selfridges (1926-29) en Oxford Street, Londres; St Andrew's House en Edimburgo; y los pilonos del puente de la bahía de Sídney. También colaboró con James Lomax-Simpson (1882-1977) en el diseño y construcción de la Unilever House (1930-33) cerca del puente de Blackfriars, en Londres.
Así mismo, participó en la evaluación de varios concursos de arquitectura, como en el del Pabellón De La Warr en Bexhill-on-Sea o el del Ayuntamiento de Kirkcaldy.

### Monumentos conmemorativos de la Primera Guerra Mundial
Después del Primera Guerra Mundial, ganó varios encargos para diseñar monumentos de guerra, a menudo en colaboración con escultores como Charles Sargeant Jagger, de manera que ambos colaboraron en el Memorail de Guerra del Great Western Railway (1992), que se encuentra en la Estación de Paddington de Londres, y en el (ahora destruido) Memorial de Port Tewfik cerca de Suez, Egipto.

### Edificios de estilo moderno
El aclamado Royal Masonic Hospital en el Ravenscourt Park de Londres (más tarde el Ravenscourt Park Hospital) le valió un premio RIBA al mejor edificio de 1933. Este moderno edificio de ladrillo presenta porches y balcones curvos de estilo náutico y figuras alargadas esculpidas sobre la pilastra de la entrada principal. Se ha comparado con el Ayuntamiento de Hilversum (1931), proyectado por Willem Marinus Dudok.
Burnet, Tait & Lorne continuaron construyendo en el estilo curvo Streamline Moderne, como se evidencia en el Hospital Hawkhead para Enfermedades Infecciosas de Paisley (1932), que también presenta balcones y barandillas náuticos curvos, esquinas redondeadas y bandas horizontales.

### Torre de Tait
Tait es quizás más recordado por sus contribuciones al diseño y planificación de la Exhibición del Imperio, Escocia 1938, celebrada en Bellahouston Park (Glasgow). Designado jefe de un equipo de nueve arquitectos, que incluía a Basil Spence y a Jack Coia, su visión era la de un futuro modernista y utópico. Bajo su dirección, la Exhibición del Imperio se convirtió en la colección más grande de arquitectura moderna construida en el Reino Unido en la primera mitad del siglo XX. Dominando toda la exposición estaba la "Torre del Imperio", diseñada por el propio Tait. La torre de 300 pies (91,4 m) de altura fue erigida en la cima de la colina en el centro del parque y tenía tres observatorios, cada uno con capacidad para alojar a 200 personas.

### Casas privadas
También se le atribuye el diseño de la Chelsea House, construida en 1934, en Belgravia. Este edificio con forma de rotonda se encuentra en la esquina de Lowndes Street y Cadogan Place, en el antiguo emplazamiento de la casa de 1874 del conde de Cadogan, también conocida como Chelsea House.
Además de los encargos para viviendas privadas individuales, recibió el encargo de diseñar un grupo de viviendas en Silver End, Essex, para el industrial Francis Henry Crittall, como parte de su proyecto poblado modelo en 1928. Las casas son blancas con techos planos y marcos de ventanas de acero.

### Centros de evacuación
En 1939, el gobierno británico aprobó la Ley de Campamentos que supuso la creación de la Corporación Nacional de Campamentos como un organismo para diseñar y construir campamentos residenciales para jóvenes que pudieran brindar oportunidades de aprendizaje al aire libre y también actuar como centros de evacuación en caso de guerra. Tait fue responsable del diseño de los edificios, que incluían alojamiento para más de 200 niños y personal, salas recreativas, aseos y un complejo de comedor/cocina. Estos campamentos se replicaron en más de 30 localidades rurales diferentes de todo el país. Durante los años de la guerra sirvieron como refugio seguro para los niños procedentes de las ciudades para librarlos de los bombardeos nazis. Después de la guerra, la propiedad de los terrenos pasó a manos de las autoridades locales. Con el paso de los años, la mayoría de estos sitios se han perdido, pero el ejemplo mejor conservado hoy en día es Sayers Croft, que se encuentra en Ewhurst. El complejo de comedor y cocina está protegido como edificio catalogado de Grado II debido a la importancia del trabajo de Tait y a los murales pintados que representan la vida de los evacuados.

### Imágenes
|  |  |  |  |

|  |  |  |  |